# Zack Steffen
Zack Steffen (n. 2 aprilie 1995, Coatesville⁠(d), Pennsylvania, SUA) este un fotbalist american, care joacă pe post de portar la Colorado Rapids în Major League Soccer. Pe plan internațional, are prezențe la națională pentru Statele Unite ale Americii U18⁠(d), Statele Unite ale Americii U20⁠(d), Statele Unite ale Americii U23⁠(d) și SUA.